# Línea 2 (Urbanos de Colmenar Viejo)
La línea 2 de la red de autobuses urbanos de Colmenar Viejo une la estación de tren con la Avenida de los Remedios.

## Características
El actual recorrido de la línea fue modificado del anterior recorrido circular el 18 de marzo de 2019. Este nuevo recorrido coincide con una reorganización de los autobuses urbanos de Colmenar Viejo, reduciendo de 6 líneas urbanas a las 2 actuales.
La línea une la estación de tren con la Avenida de los Remedios con un recorrido que dura aproximadamente 30 minutos entre cabeceras. En su trayecto atraviesa la zona noreste del municipio.
De lunes a viernes laborables, existe un servicio de ida que llega a la base militar de FAMET y 3 servicios de vuelta desde dicha base.
Desde el 23 de diciembre de 2021 ambas líneas urbanas trasladaron su cabecera al interior de la estación de Cercanías, previamente situada en el Paseo de la Estación junto a la cabecera de las líneas 720, 727 y 728 que no modificaron su cabecera.
La línea circula exclusivamente por el término municipal de Colmenar Viejo. Como bien se expresa en la numeración interna del CRTM, recibe el número 2045. El primer dígito corresponde a la línea, en este caso la línea 2. Y los últimos tres dígitos corresponden al municipio por el que circula, en este caso 045 corresponde al municipio de Colmenar Viejo.
La línea mantiene los mismos horarios todo el año (exceptuando las vísperas de festivo y festivos de Navidad).
Esta línea es operada por la empresa Herederos de J. Colmenarejo a través de Interbus mediante la concesión administrativa VCM-702 - Madrid - Colmenar Viejo - El Boalo - Bustarviejo (Viajeros Comunidad de Madrid) del Consorcio Regional de Transportes de Madrid.
1. ↑  «Un nuevo esquema de autobuses urbanos aparece en Colmenar Viejo.». madridmobilite. 24 de marzo de 2019. Consultado el 26 de septiembre de 2023.
2. ↑  «Los autobuses urbanos de Colmenar tendrán su cabecera en la estación de Renfe». www.telemadrid.es. 20 de diciembre de 2021. Consultado el 26 de septiembre de 2023.

### Sublíneas
Aquí se recogen todas las distintas sublíneas que ha tenido la línea L2. La denominación de sublíneas que utiliza el CRTM es la siguiente:
- Número de línea (2)
- Municipio por el que circula (045)
- Sentido de circulación (1 ida, 2 vuelta)
- Número de sublínea

Por ejemplo, la sublínea 2045102 corresponde a la línea 2, del municipio 045 (Colmenar Viejo), sentido 1 (ida) y el número 02 de numeración de sublíneas creadas hasta la fecha.
| Ida     | Ruta | Itinerario                    | Vuelta  | Ruta | Itinerario                    |
| 2045101 | -    | FF.CC. - Av. Remedios         | 2045201 | -    | Av. Remedios - FF.CC.         |
| 2045102 | f    | FF.CC. - Av. Remedios - FAMET | 2045202 | f    | FAMET - Av. Remedios - FF.CC. |

### Horarios
| Lunes a viernes laborables | Lunes a viernes laborables | Sábados laborables, domingos y festivos | Sábados laborables, domingos y festivos |
| FF.CC. > Av. Remedios      | Av. Remedios > FF.CC.      | FF.CC. > Av. Remedios                   | Av. Remedios > FF.CC.                   |
| 05:35                      | 05:05                      | 07:15                                   | 07:45                                   |
| 05:50                      | 05:20                      | 08:15                                   | 08:45                                   |
| 06:10                      | 05:40                      | 09:15                                   | 09:45                                   |
| 06:30                      | 06:00                      | 10:15                                   | 10:45                                   |
| 06:30                      | 06:20                      | 10:45                                   | 11:15                                   |
| 06:50                      | 06:40                      | 11:15                                   | 11:45                                   |
| 07:10                      | 07:00                      | 11:45                                   | 12:15                                   |
| 07:30                      | 07:20                      | 12:15                                   | 12:45                                   |
| 07:50                      | 07:20                      | 12:45                                   | 13:15                                   |
| 08:10                      | 07:40                      | 13:15                                   | 13:45                                   |
| 08:30                      | 08:00                      | 14:15                                   | 14:45                                   |
| 08:50                      | 08:20                      | 15:15                                   | 15:45                                   |
| 09:10                      | 08:40                      | 16:15                                   | 16:45                                   |
| 09:30                      | 09:00                      | 17:15                                   | 17:45                                   |
| 09:50                      | 09:20                      | 17:45                                   | 18:15                                   |
| 10:15                      | 09:45                      | 18:15                                   | 18:45                                   |
| 10:45                      | 10:15                      | 18:45                                   | 19:15                                   |
| 11:15                      | 10:45                      | 19:15                                   | 19:45                                   |
| 11:45                      | 11:15                      | 19:45                                   | 20:15                                   |
| 12:15                      | 11:45                      | 20:15                                   | 20:45                                   |
| 12:45                      | 12:15                      | 21:15                                   | 21:45                                   |
| 13:15                      | 12:45                      | 22:15                                   | 22:45                                   |
| 13:45                      | 13:15                      | 23:15                                   | 23:45                                   |
| 14:15                      | 13:45                      | 00:05                                   |                                         |
| 14:50                      | 14:05                      |                                         |                                         |
| 15:10                      | 14:10                      |                                         |                                         |
| 15:30                      | 14:40                      |                                         |                                         |
| 15:50                      | 15:00                      |                                         |                                         |
| 16:10                      | 15:10                      |                                         |                                         |
| 16:30                      | 15:40                      |                                         |                                         |
| 16:50                      | 16:00                      |                                         |                                         |
| 17:10                      | 16:20                      |                                         |                                         |
| 17:30                      | 16:40                      |                                         |                                         |
| 17:50                      | 17:00                      |                                         |                                         |
| 18:10                      | 17:20                      |                                         |                                         |
| 18:30                      | 17:40                      |                                         |                                         |
| 18:50                      | 18:00                      |                                         |                                         |
| 19:10                      | 18:20                      |                                         |                                         |
| 19:30                      | 18:40                      |                                         |                                         |
| 20:00                      | 19:00                      |                                         |                                         |
| 20:30                      | 19:30                      |                                         |                                         |
| 21:00                      | 20:00                      |                                         |                                         |
| 21:30                      | 20:30                      |                                         |                                         |
| 22:00                      | 21:00                      |                                         |                                         |
| 22:30                      | 21:30                      |                                         |                                         |
| 23:00                      | 22:00                      |                                         |                                         |
| 23:30                      | 22:30                      |                                         |                                         |
| 00:00                      | 23:00                      |                                         |                                         |
|                            | 23:30                      |                                         |                                         |

1. 1 2 3 4  Hasta/desde FAMET

## Recorrido y paradas

### Sentido Avenida Remedios
| Código                                                           | Zona | Localidad      | Denominación                                                 | Ubicación                              | Líneas de la parada | Cercanías      |
| ---------------------------------------------------------------- | ---- | -------------- | ------------------------------------------------------------ | -------------------------------------- | ------------------- | -------------- |
| 20926                                                            |      | Colmenar Viejo | Estación de Colmenar Viejo                                   | Extrarradio Estación Navarrosillos Nº1 | 1 2                 | Colmenar Viejo |
| 18097                                                            |      | Colmenar Viejo | Avenida de Juan Pablo II - Calle de Agapito García Serranito | Avenida de Juan Pablo II Nº16          | 720 727 2           | Colmenar Viejo |
| 18098                                                            |      | Colmenar Viejo | Avenida de Juan Pablo II - Calle del Talgo                   | Avenida de Juan Pablo II Nº16          | 720 727 2           |                |
| 20592                                                            |      | Colmenar Viejo | Avenida de Severo Ochoa - Avenida de Juan Pablo II           | Avenida de Severo Ochoa S/Nº           | 720 727 2           |                |
| 20593                                                            |      | Colmenar Viejo | Avenida de Severo Ochoa - Calle del Transiberiano            | Avenida de Severo Ochoa S/Nº           | 720 727 2           |                |
| 20595                                                            |      | Colmenar Viejo | Avenida de Severo Ochoa - Calle del Tren de la Fresa         | Avenida de Severo Ochoa S/Nº           | 720 727 2           |                |
| 11342                                                            |      | Colmenar Viejo | Paseo del Redondillo - El Portachuelo                        | Paseo del Redondillo Nº72              | 610 722 723 727 2   |                |
| 11344                                                            |      | Colmenar Viejo | Avenida de los Poetas - Calle de Jamaica                     | Avenida de los Poetas Nº36             | 610 722 723 727 2   |                |
| 11345                                                            |      | Colmenar Viejo | Avenida de los Poetas - Calle del Río Genil                  | Avenida de los Poetas Nº2              | 610 722 723 727 2   |                |
| 11347                                                            |      | Colmenar Viejo | Calle del Molino de Viento - Centro de Salud                 | Plaza de los Ríos Nº34                 | 610 722 723 727 2   |                |
| 11348                                                            |      | Colmenar Viejo | Calle del Corazón de María - Glorieta de los Músicos         | Glorieta de los Músicos Nº9            | 610 722 2           |                |
| 12309                                                            |      | Colmenar Viejo | Avenida de Andalucía - Calle de Santa Cecilia                | Avenida de Andalucía Nº47              | 722 2               |                |
| 12310                                                            |      | Colmenar Viejo | Avenida del Mediterráneo - Calle de Córdoba                  | Avenida del Mediterráneo Nº42          | 722 N702 2          |                |
| 16272                                                            |      | Colmenar Viejo | Camino del Pozo Escalo - Glorieta de los Músicos             | Camino del Pozo Escalo Nº15            | 723 727 2           |                |
| 20596                                                            |      | Colmenar Viejo | Calle de Tomás Luis de Vitoria - Calle de la Corredera       | Calle de Tomás Luis de Vitoria Nº34    | 2                   |                |
| 21016                                                            |      | Colmenar Viejo | Calle de Zurbarán - Calle de Madrid                          | Calle de Zurbarán Nº2                  | 1 2                 |                |
| 20598                                                            |      | Colmenar Viejo | Calle de Zurbarán - Avenida de los Remedios                  | Calle de Zurbarán Nº17                 | 1 2                 |                |
| 20615                                                            |      | Colmenar Viejo | Avenida de los Remedios - Residencia de Mayores              | Avenida de los Remedios Nº26           | 2                   |                |
| 20608                                                            |      | Colmenar Viejo | Avenida de los Remedios - Hola                               | M-625 km. 1                            | 2                   |                |
| Los servicios que continúan a FAMET realizan la siguiente parada |      |                |                                                              |                                        |                     |                |
| 20610                                                            |      | Colmenar Viejo | Carretera M-625 - FAMET                                      | M-625 km. 2,5                          | 2                   |                |

### Sentido Estación FF.CC.
| Código                                                         | Zona | Localidad      | Denominación                                                   | Ubicación                              | Líneas de la parada    | Cercanías      |
| -------------------------------------------------------------- | ---- | -------------- | -------------------------------------------------------------- | -------------------------------------- | ---------------------- | -------------- |
| Los servicios que inician recorrido desde FAMET comienzan aquí |      |                |                                                                |                                        |                        |                |
| 20610                                                          |      | Colmenar Viejo | Carretera M-625 - FAMET                                        | M-625 km. 2,5                          | 2                      |                |
| Paradas del itinerario normal                                  |      |                |                                                                |                                        |                        |                |
| 20609                                                          |      | Colmenar Viejo | Avenida de los Remedios - Hola                                 | M-625 km. 1                            | 2                      |                |
| 20614                                                          |      | Colmenar Viejo | Avenida de los Remedios - Residencia de Mayores                | Avenida de los Remedios Nº26           | 2                      |                |
| 06607                                                          |      | Colmenar Viejo | Calle de Zurbarán - Avenida de los Remedios                    | Calle de Zurbarán Nº17                 | 1 2                    |                |
| 06620                                                          |      | Colmenar Viejo | Calle de Zurbarán - Calle de Madrid                            | Calle de Zurbarán Nº2                  | 1 2                    |                |
| 16271                                                          |      | Colmenar Viejo | Calle de Tomás Luis de Vitoria - Cruz Roja                     | Calle de Tomás Luis de Vitoria Nº34    | 723 727 2              |                |
| 11348                                                          |      | Colmenar Viejo | Calle del Corazón de María - Glorieta de los Músicos           | Glorieta de los Músicos Nº9            | 610 722 2              |                |
| 12309                                                          |      | Colmenar Viejo | Avenida de Andalucía - Calle de Santa Cecilia                  | Avenida de Andalucía Nº47              | 722 2                  |                |
| 12310                                                          |      | Colmenar Viejo | Avenida del Mediterráneo - Calle de Córdoba                    | Avenida del Mediterráneo Nº42          | 722 N702 2             |                |
| 06625                                                          |      | Colmenar Viejo | Calle de Narros del Castillo - Glorieta de los Músicos         | Calle de Narros del Castillo Nº26      | 610 722 723 727 N702 2 |                |
| 06627                                                          |      | Colmenar Viejo | Calle del Molino de Viento - Auditorio                         | Calle del Molino de Viento Nº24        | 610 722 723 727 N702 2 |                |
| 11346                                                          |      | Colmenar Viejo | Calle del Molino de Viento - Los Residenciales                 | Calle del Molino de Viento S/Nº        | 610 722 723 727 N702 2 |                |
| 11343                                                          |      | Colmenar Viejo | Avenida de los Poetas - Calle de las Lavanderas del Manzanares | Paseo del Redondillo Nº2               | 610 722 723 727 N702 2 |                |
| 11341                                                          |      | Colmenar Viejo | Paseo del Redondillo - El Portachuelo                          | Paseo del Redondillo Nº72              | 610 722 723 727 N702 2 |                |
| 20594                                                          |      | Colmenar Viejo | Avenida de Severo Ochoa - Calle de la Estación de Atocha       | Avenida de Severo Ochoa S/Nº           | 720 727 2              |                |
| 20477                                                          |      | Colmenar Viejo | Avenida de Severo Ochoa - Calle de la Estación de Príncipe Pío | Avenida de Severo Ochoa Nº1            | 720 727 N702 2         |                |
| 20478                                                          |      | Colmenar Viejo | Avenida de Severo Ochoa - Glorieta de Severo Ochoa             | Avenida de Severo Ochoa Nº1            | 720 727 N702 2         |                |
| 18099                                                          |      | Colmenar Viejo | Avenida de Juan Pablo II - Calle del Talgo                     | Avenida de Juan Pablo II Nº16          | 720 727 N702 2         |                |
| 18096                                                          |      | Colmenar Viejo | Avenida de Juan Pablo II - Calle de Agapito García Serranito   | Avenida de Juan Pablo II Nº16          | 720 727 N702 2         | Colmenar Viejo |
| 20925                                                          |      | Colmenar Viejo | Estación de Colmenar Viejo                                     | Extrarradio Estación Navarrosillos Nº1 | 1 2                    | Colmenar Viejo |